# Filandia
Filandia est une municipalité située dans le département du Quindío en Colombie.

## Démographie
Selon les données récoltées par le DANE lors du recensement de la population colombienne en 2005, Filandia compte une population de 12 510 habitants. En 2018, le DANE en recense 12 066.

## Culture et patrimoine

### Symboles de la ville

Armes de la ville.

Les armes de la ville comportent la devise Labor improbus omnia vincit. 

### Récompenses
Filandia obtient en 2023 le label Meilleurs villages touristiques de l'Organisation mondiale du tourisme.

## Liste des maires
- 2020 - 2023 : Jaime Franco Alzate